# Bincombe
Bincombe är en ort och civil parish i Storbritannien.   Den ligger i kommunen Dorset och riksdelen England, i den södra delen av landet, 190 km sydväst om huvudstaden London. Bincombe ligger 146 meter över havet och antalet invånare är 514.
Terrängen runt Bincombe är huvudsakligen platt, men västerut är den kuperad. Havet är nära Bincombe åt sydost. Runt Bincombe är det ganska tätbefolkat, med 86 invånare per kvadratkilometer. Närmaste större samhälle är Weymouth, 5,2 km söder om Bincombe. Trakten runt Bincombe består till största delen av jordbruksmark.